# ヤマハ・CBXシリーズ
CBXシリーズ（シービーエックス・シリーズ）とはヤマハのDTM用の商品群の名称。

## 概要
DTMパッケージ製品「HELLO!MUSIC!」の品番として1992年に始まったが、パッケージ内の音源モジュールや、入力用キーボードなど別売りの周辺機器にもCBXシリーズに含まれる物があった。2009年現在、CBXシリーズは生産完了となっている。

## シリーズのモデル
CBX-T3
TG100からディスプレイと操作ボタン類を省略した白色モデル。縦置きである。HELLO!MUSIC!同梱音源。AWM音源、最大同時発音数28音、16音色同時発音可能。192ノーマルボイス・10ドラムキット。リバーブエフェクト内蔵。GM、DOC(クラビノーバの伴奏用音色配列。Disk Orchestra Collection)、C/M（ローランド CM-64、MT-32互換音色モード）の3モード対応。
CBX-K3
49key標準鍵盤の入力用キーボード。GMに対応した音色ボタンがあり、一発で音色切り替え可能である。シーケンサーのスタート、ストップ、コンティニューボタンも持ち、遠隔操作可能だが、バンクセレクト機能やベロシティーセンスの調整ができないのは欠点である。
CBX-S3
CBX-T3、CBX-K3に合わせた白色のスピーカーである。仕様は同社のMS101IIと殆ど変わらず、ボリュームつまみがちいさくなっている程度の差違である。
CBX-D5
Atari/Mac/WindowsにSCSI接続しCBX-D対応シーケンサーソフトのオーディオトラックとして使用するハードディスクレコーダー。同時再生4トラック、同時録音2トラック。3Uフルラックサイズ。
CBX-D3
上記CBX-D5の廉価版。黒色の1Uフルラックサイズ。
CBX-K1
1995年発売。XGに対応した37keyミニ鍵盤の入力用キーボードである。PCホワイトカラーを採用。ミニ鍵盤ながらイニシャルタッチに対応している。XGの様々なデータを送信可能。乾電池駆動可能。
CBX-K1B
上記、CBX-K1をスケルトンブルーに変更したカラーバリエーションモデル。
CBX-K1XG
1995年発売。上記CBX-K1にMU50相当の16パート32音ポリの音源を内蔵したMIDIサウンドキーボード。本体にスピーカーを内蔵し、1台でDTMを完結できる。教育用モデルはSK1XG。
CBX-K1XGB
CBX-K1B同様スケルトンブルーを採用した、CBX-K1XGの限定モデル。
CBX-K1XGs
2002年発売。HELLO!MUSIC!同梱品。CBX-K1XGのシルバーのカラーバリエーションモデル。ホイールやボタン類が黒であり、小さいながらも端正なフォルムである。CBX-K1XGsにはCBX-K1XGBと異なり、音源なしモデルはない。
CBX-K2
1998年発売。CBX-K3の後継機種。49key標準鍵盤。CBX-K1にある様々なMIDIデータ送信機能を持ち、乾電池駆動も可能である。しかし、CS1xと同様のキータッチの鍵盤を採用し、CBX-K3よりキータッチが悪くなっている。